# كيفن أوستن
كيفن أوستن (بالإنجليزية: Kevin Austin)‏ (12 فبراير 1973 في المملكة المتحدة - ) هو لاعب كرة قدم بريطاني في مركز الدفاع. شارك مع منتخب ترينيداد وتوباغو لكرة القدم. أما مع النوادي، فقد لعب مع سوانزي سيتي وكامبريدج يونايتد ونادي بارنسلي ونادي بريستول روفيرز ونادي برينتفورد ونادي تشيسترفيلد ونادي ليتون أورينت ونادي كيترينغ تاون ولينكولن سيتي أف سي ونادي سافرون والدن تاون ونادي بوسطن يونايتد ودارلينجتون إف سى.

## وصلات خارجية
- كيفن أوستن على موقع قاعدة بيانات كرة القدم.إي يو (الإنجليزية)
- كيفن أوستن على موقع ناشيونال فوتبول تيمز (الإنجليزية)
- كيفن أوستن على موقع Soccerbase.com (لاعب) (الإنجليزية)